# Tses
Tses ist ein Dorf im Wahlkreis Berseba in der Region ǁKharasKlicklaut im Süden Namibias.
Tses hat etwa 2000 Einwohner (Stand 2023) auf einer Fläche von 34,3703 km²  und liegt einen Kilometer von der Nationalstraße B1 entfernt zwischen Windhoek und Kapstadt. Es liegt gegenüber dem Dorf Berseba und dem Brukkaros. Bis 1990 war Tses Teil des Namalandes.

## Kommunalpolitik
Bei den Kommunalwahlen 2020 wurde folgendes amtliche Endergebnis ermittelt (Trend gibt die Veränderung gegenüber der Wahl 2015 wieder).
| Partei    | Sitze  |
| --------- | ------ |
| SWAPO     | 2 (−1) |
| LPM       | 2 (+2) |
| PDM       | 1 (−1) |
| Insgesamt | 5      |

## Wirtschaft
Einer der größten Arbeitgeber in Tses soll Groot Glass (zuvor Tses Glass) werden, eine der modernsten Glasmanufakturen im südlichen Afrika. Aufgrund bisher unklarer Finanzierung ist die Realisierung des Projektes ungewiss. Der Bau wurde, abgesehen von einer symbolischen Grundsteinlegung im Jahr 2014, noch nicht begonnen. Das Projekt ist auf der Liste der größten Bauprojekte in Namibia vertreten. Mit Stand Mai 2021 sollte in Tses zum Betrieb der Glasmanufaktur ein 125 Megawatt Solarkraftwerk entstehen.